# Экхардт, Карл Август
Карл Август Э́кхардт (нем. Karl August Eckhardt; 5 марта 1901, Витценхаузен — 29 января 1979, Витценхаузен) — немецкий юрист и историк права, профессор, член Гёттингенской академии наук. Штурмбаннфюрер СС.

## Биография
Карл Август Экхардт — старший сын советника юстиции, адвоката и нотариуса Вильгельма Экхардта. Получив аттестат зрелости, Карл Август поступил на юридический факультет Марбургского университета и в 1922 году в шестом семестре защитил докторскую диссертацию на тему «Витценхаузенская рукопись Швабского зерцала». Весной 1920 года временно служил добровольцем в марбургском студенческом добровольческом корпусе, участвовал в подавлении Капповского путча в Тюрингии.
Экхардт прошёл стажировку в Касселе, работал городским архивистом и синдиком на бумажной фабрике в Витценхаузене, а затем изучал германистику и историю в Гёттингенском университете. В 1924 году прошел хабилитацию, защитив диссертацию об истории создания Немецкого зерцала, и получил должность приват-доцента истории германского права в Гёттингенском университете, с 1925 года также преподавал гражданское право. В 1928 году Экхардт получил приглашение на профессорскую должность в Кильский университет, с 1930 года преподавал в Берлинском высшем коммерческом училище, а с 1932 года — в Боннском университете. После прихода к власти национал-социалистов Экхардт стал одним из основателей местной организации Национал-социалистического механического корпуса.
В мае 1931 года Карл Август Экхардт вступил в штурмовые отряды, а с 1 марта 1932 года являлся членом НСДАП, с октября 1933 года состоял в СС. С 1933 по 21 марта 1934 года Экхардт преподавал в Кильском университете и оказывал значительное влияние на решение кадровых вопросов так называемой «кильской школы», группы представителей национал-социалистического правоведения. С 1 января 1935 года Экхардт в звании унтерштурмфюрера был командирован на службу в персональный штаб рейхсфюрера СС. С 1935 года Экхардт также работал в СД, в отделе Рейнхарда Хёна.
С октября 1934 по июнь 1936 года Экхардт занимал должность главного референта по вопросам права, государства, политики, экономики и истории в департаменте высшего образования Имперского министерства науки под началом Бернгарда Руста. Первоначально Экхардт занимался назначением новых заведующих кафедр взамен изгнанных преподавателей еврейского происхождения. С октября 1935 года Экхардт отвечал также за переработку содержания учебных курсов права и экономики. Как эксперт, Экхардт занимался также разработкой вступивших в силу с 1 мая 1935 года «Основных направлений унификации управления в высшем образовании», в соответствии с которыми была проведена реформа уставов университетов в Германии. По поручению Ганса Франка Карл Август Экхардт вместе с Паулем Риттербушем, Георгом Дамом, Вольфгангом Зибертом и Хёном работал над редакцией новых «Основных направлений функционирования судебной системы по применению национал-социалистического права», которые были представлены общественности в январе 1936 года.
Вместе с Вальтером Хинцем Экхардт также работал по поручению Руста над организационным планом по созданию имперского института по историческим исследованиям, охватывающим историческую науку в целом. На основе этих планов были основаны Monumenta Germaniae Historica и Имперский институт истории новой Германии. Экхардт планировал занять пост президента первого учреждения и соответственно обеспечить себе там главенствующее положение, но вступил в борьбу за власть с историком Вальтером Франком. Экхардт решительно противостоял назначению Франка президентом Имперского института истории новой Германии, тем не менее, Гитлер назначил Франка на должность в июле 1935 года. В свою очередь Франк убедил Артура Розенберга подать протест против назначения Экхардта, заклеймив его либеральным экономистом. Вслед за этим Экхардт был вынужден уйти из Monumenta Germaniae Historica. Несмотря на поддержку Хёна, Гейдриха и Гиммлера, предлагавших назначить Экхардта генеральным директором Прусского государственного архива, Гитлер в мае 1937 года принял решение не в пользу Экхардта, якобы по причине его неправильного отношения по еврейскому вопросу, напомнив о некрологе, написанном Экхардтом в 1934 году в связи со смертью его предшественника в Кильском университете, еврея Макса Паппенхайма.
Экхардт поддерживал близкие отношения с Генрихом Гиммлером. В 1934 году он вышел из церковной общины и стал одним из первых участников Германского движения веры. В 1935 году Экхардт был повышен в унтерштурмфюреры, в 1936 году — в оберштурмфюреры, а в 1938 — в штурмбаннфюреры. В 1935 году входил в состав персонального штаба рейхсфюрера СС Генриха Гиммлера. 22 мая 1935 года Экхардт обратил на себя внимание статьёй в центральном органе печати СС Das Schwarze Korps, потребовав ввести смертную казнь для гомосексуалистов: «Противоестественный блуд заслуживает смерти». В 1936 году Экхардт выразился следующим образом: «Судья не имеет права на проверку решений фюрера, облечённых в форму закона или распоряжения». На рубеже 1935—1936 годов Экхардт писал Гиммлеру: «…Я воспользуюсь моментом, чтобы ещё раз поблагодарить Вас за то, что принадлежу этому ордену [СС] и могу служить Вам, мой рейхсфюрер». В 1941 году Экхардт вместе с Вильгельмом Штуккартом и Вернером Бестом выпустил юбилейный сборник по случаю 40-летия Гиммлера.
В 1935 году Экхардт получил назначение профессором истории Средних веков в Берлинском университете. Летом 1936 года он перешёл на юридический факультет профессором древнегерманского и семейного права. В 1936—1938 годах Экхардт являлся ответственным издателем журнала Deutsche Rechtswissenschaft, рупора идей «кильской школы». В 1937 году Экхардт вернулся в Бонн на кафедру истории древнегерманского права, возглавил Институт германского права рейхсфюрера СС и вошёл в состав Академии германского права. В сентябре 1939 года Экхардта призвали на службу в вермахт. Он не попал на фронт, а был назначен командиром стрелковой роты в округе Данциг-Западная Пруссия. В 1940 году Экхардт вернулся в Бонн и занял должность декана своего факультета. Летом 1940 года Экхардт читал лекции в Пражском университете. В апреле 1941 года он вновь был мобилизован и направлен в парижскую ставку абвера в качестве аналитика по военным и политическим вопросам. В конце 1944 года Экхардта перевели в Каменц в распоряжение рейхсфюрера СС. Его рапорт о переводе в войска СС был отклонён. В конце войны Экхардт попал в плен к американцам и провёл в лагере для военнопленных два года.
В мае 1945 года Экхардт лишился права преподавания и не был восстановлен в правах после денацификации, которую он проходил как соучастник. В октябре 1948 года его досрочно отправили на пенсию, и в 1950 году Экхардт вернулся в Витценхаузен, где работал городским архивистом и возглавлял местную историческую организацию. В 1943—1979 годах Экхардт продолжил свою деятельность в Monumenta Germaniae Historica в Мюнхене. Его научные работы приближаются по своему объёму к 30 тыс. печатных страниц, более двух третей из них Экхардт опубликовал в послевоенное время. Труды Экхардта Das Studium der Rechtswissenschaft и Das Studium der Wirtschaftswissenschaft, выпущенные в 1935 году гамбургским Ганзейским издательством в серии Der deutsche Staat der Gegenwart, в советской зоне оккупации Германии находились в списке изъятой литературы.